# Japan Open 1989
Die Japan Open 1989 im Badminton  fanden vom 18. bis zum 22. Januar 1989 im National Yoyogi No.2 Stadium in Tokio statt, mit einem Preisgeld von 100.000 US-Dollar.

## Sieger und Platzierte
| Disziplin    | Gold                          | Silber                                | Bronze                             |
| ------------ | ----------------------------- | ------------------------------------- | ---------------------------------- |
| Herreneinzel | Yang Yang                     | Foo Kok Keong                         | Liu Jun                            |
| Herreneinzel | Yang Yang                     | Foo Kok Keong                         | Alan Budikusuma                    |
| Dameneinzel  | Li Lingwei                    | Huang Hua                             | Tang Jiuhong                       |
| Dameneinzel  | Li Lingwei                    | Huang Hua                             | Hwang Hye-young                    |
| Herrendoppel | Lee Sang-bok Park Joo-bong    | Jan-Eric Antonsson Pär-Gunnar Jönsson | Jalani Sidek Razif Sidek           |
| Herrendoppel | Lee Sang-bok Park Joo-bong    | Jan-Eric Antonsson Pär-Gunnar Jönsson | Jan Paulsen Henrik Svarrer         |
| Damendoppel  | Gillian Clark Julie Munday    | Chung Myung-hee Chung So-young        | Huang Hua Tang Jiuhong             |
| Damendoppel  | Gillian Clark Julie Munday    | Chung Myung-hee Chung So-young        | Eline Coene Erica van den Heuvel   |
| Mixed        | Park Joo-bong Chung Myung-hee | Lee Sang-bok Chung So-young           | Alex Meijer Erica van den Heuvel   |
| Mixed        | Park Joo-bong Chung Myung-hee | Lee Sang-bok Chung So-young           | Jan-Eric Antonsson Maria Bengtsson |

## Finalergebnisse
| Disziplin    | Sieger                        | Finalist                              | Ergebnis          |
| ------------ | ----------------------------- | ------------------------------------- | ----------------- |
| Herreneinzel | Yang Yang                     | Foo Kok Keong                         | 15-2, 15-10       |
| Dameneinzel  | Li Lingwei                    | Huang Hua                             | 11-4, 11-2        |
| Herrendoppel | Park Joo-bong Lee Sang-bok    | Jan-Eric Antonsson Pär-Gunnar Jönsson | 15-6, 15-5        |
| Damendoppel  | Gillian Clark Julie Munday    | Chung Myung-hee Chung So-young        | 15-4, 10-15, 15-3 |
| Mixed        | Park Joo-bong Chung Myung-hee | Lee Sang-bok Chung So-young           | 15-6, 15-3        |

## Ergebnisse

### Herreneinzel
- Steve Butler –  Juang Jayadi: 7-15 / 15-10 / 15-6
- Liu En-hung –  Kazuhiko Hamakita: 15-3 / 15-2
- Hiroki Eto –  Hamid Khan: 18-17 / 15-10
- Yu Lizhi –  Yeung Yik Kei: 15-7 / 15-5
- Richard Mainaky –  Chris Jogis: 15-3 / 15-5
- Ib Frederiksen –  Yasumasa Tsujita: 15-13 / 15-10
- Shuji Matsuno –  Katsumi Namaizawa: 15-5 / 15-1
- Karun Kasayapanant –  Lee Kwang-jin: 15-8 / 15-8
- Joko Suprianto –  Lin Shyau-hsin: 15-10 / 15-8
- Misbun Sidek –  Bram Fernardin: 15-12 / 15-10
- Vitaliy Shmakov –  Tetsuaki Inoue: 10-15 / 15-10 / 15-10
- Fung Permadi –  Phyun Kwang-min: 15-7 / 15-3
- Anders Nielsen –  Masami Osanai: 15-9 / 15-5
- Andrei Antropow –  Lee Mou-chou: 15-7 / 17-18 / 15-8
- Sompol Kukasemkij –  Alex Meijer: w.o.
- Hideaki Motoyama –  Michael Kjeldsen: w.o.
- Sompol Kukasemkij –  Icuk Sugiarto: 15-5 / 18-17
- Liu Jun –  Steve Butler: 6-15 / 18-16 / 18-14
- Liu En-hung –  Shinji Matsuura: 9-15 / 15-3 / 15-7
- Steve Baddeley –  Hiroki Eto: 15-12 / 15-1
- Poul-Erik Høyer Larsen –  Yu Lizhi: 18-17 / 15-6
- Richard Mainaky –  Hiroshi Nishiyama: 15-3 / 15-3
- Ib Frederiksen –  Darren Hall: 15-8 / 15-12
- Foo Kok Keong –  Shuji Matsuno: 17-14 / 15-11
- Jens Peter Nierhoff –  Karun Kasayapanant: 15-4 / 15-13
- Joko Suprianto –  Pär-Gunnar Jönsson: 15-5 / 15-5
- Misbun Sidek –  Nick Yates: 18-15 / 15-9
- Alan Budikusuma –  Vitaliy Shmakov: 15-4 / 15-9
- Ardy Wiranata –  Fung Permadi: 6-15 / 17-16 / 18-13
- Anders Nielsen –  Sergey Sevryukov: 15-3 / 15-0
- Andrei Antropow –  He Guoquan: 4-15 / 15-9 / 15-10
- Yang Yang –  Hideaki Motoyama: 15-6 / 15-2
- Liu Jun –  Sompol Kukasemkij: 7-15 / 15-12 / 15-8
- Steve Baddeley –  Liu En-hung: 15-9 / 15-2
- Richard Mainaky –  Poul-Erik Høyer Larsen: 15-8 / 12-15 / 15-12
- Foo Kok Keong –  Ib Frederiksen: 15-8 / 18-15
- Jens Peter Nierhoff –  Joko Suprianto: 15-3 / 15-9
- Alan Budikusuma –  Misbun Sidek: 15-4 / 5-15 / 18-13
- Anders Nielsen –  Ardy Wiranata: 15-6 / 15-11
- Yang Yang –  Andrei Antropow: 15-2 / 15-5
- Liu Jun –  Steve Baddeley: 15-8 / 5-15 / 15-8
- Foo Kok Keong –  Richard Mainaky: 15-9 / 15-8
- Alan Budikusuma –  Jens Peter Nierhoff: 15-17 / 15-12 / 17-14
- Yang Yang –  Anders Nielsen: 15-2 / 15-11
- Foo Kok Keong –  Liu Jun: 15-10 / 15-8
- Yang Yang –  Alan Budikusuma: 15-8 / 15-10
- Yang Yang –  Foo Kok Keong: 15-2 / 15-10

### Dameneinzel
- Lilik Sudarwati –  Christine Skropke: 11-4 / 11-2
- Hisako Takamine –  Mika Uemura: 11-6 / 6-11 / 11-8
- Elena Rybkina –  Yoko Koizumi: 11-7 / 11-5
- Astrid van der Knaap –  Hu Ning: 11-9 / 11-5
- Eline Coene –  Lee Chien-mei: 11-4 / 11-4
- Kumiko Kitamoto –  Sun Tsai-ching: 12-10 / 12-10
- Christine Magnusson –  Takako Shinki: 11-2 / 12-10
- Julie Munday –  Haruko Yachi: 4-11 / 11-8 / 11-4
- Li Lingwei –  Lilik Sudarwati: 11-7 / 11-3
- Shang Fumei –  Hisako Mori: 11-1 / 11-2
- Aiko Miyamura –  Chan Man Wa: 11-6 / 11-0
- Susi Susanti –  Hisako Takamine: 11-6 / 11-7
- Helen Troke –  Elena Rybkina: 11-5 / 11-2
- Harumi Kohhara –  Feng Mei-ying: 11-6 / 11-4
- Tang Jiuhong –  Astrid van der Knaap: 11-1 / 11-6
- Huang Hua –  Eline Coene: 11-6 / 11-7
- Pernille Nedergaard –  Kyoko Sasage: 11-5 / 11-9
- Kimiko Jinnai –  Jaroensiri Somhasurthai: 11-2 / 11-6
- Kirsten Larsen –  Kumiko Kitamoto: 11-4 / 11-2
- Shi Wen –  Christine Magnusson: 11-5 / 9-12 / 12-11
- Hisako Mizui –  Wu Wenjing: 4-11 / 11-4 / 11-3
- Tomomi Matsuo –  Erica van den Heuvel: 11-1 / 11-1
- Hwang Hye-young –  Julie Munday: 11-1 / 11-1
- Kazue Kanai –  Lee Jung-mi: w.o.
- Li Lingwei –  Shang Fumei: 11-3 / 12-9
- Susi Susanti –  Aiko Miyamura: 11-3 / 11-2
- Harumi Kohhara –  Helen Troke: 5-11 / 11-6 / 11-2
- Tang Jiuhong –  Kazue Kanai: 12-9 / 11-6
- Huang Hua –  Pernille Nedergaard: 11-5 / 11-3
- Kirsten Larsen –  Kimiko Jinnai: 12-10 / 11-12 / 12-10
- Shi Wen –  Hisako Mizui: 11-3 / 11-5
- Hwang Hye-young –  Tomomi Matsuo: 11-2 / 11-6
- Li Lingwei –  Susi Susanti: 11-7 / 11-6
- Tang Jiuhong –  Harumi Kohhara: 9-11 / 11-5 / 11-8
- Huang Hua –  Kirsten Larsen: 11-6 / 12-11
- Hwang Hye-young –  Shi Wen: 11-8 / 11-8
- Li Lingwei –  Tang Jiuhong: 2-11 / 11-6 / 11-7
- Huang Hua –  Hwang Hye-young: 9-12 / 11-8 / 11-8
- Li Lingwei –  Huang Hua: 11-4 / 11-2

### Herrendoppel
- Jalani Sidek /  Razif Sidek –  Tsutomu Okuno /  Yasumasa Tsujita: 15-6 / 15-5
- Siripong Siripool /  Pramote Teerawiwatana –  Andy Goode /  Anders Nielsen: 15-5 / 15-3
- Tetsuaki Inoue /  Hiroshi Nishiyama –  Chris Jogis /  Yeung Yik Kei: 15-10 / 15-18 / 15-6
- Mark Christiansen /  Michael Kjeldsen –  Ko Hsin-ming /  Liao Wei-chieh: 17-15 / 15-2
- Eddy Hartono /  Bagus Setiadi –  Max Gandrup /  Jens Peter Nierhoff: 15-6 / 15-5
- He Xiangyang /  Huang Zhen –  Fumihiko Machida /  Katsumi Namaizawa: 15-12 / 15-11
- Lee Sang-bok /  Park Joo-bong –  Tsutomu Murao /  Hiroyuki Yamamoto: 15-9 / 15-9
- Zhang Qiang /  Jincan Zhou –  Hamid Khan /  Benson Wong: 15-7 / 15-12
- Jesper Knudsen /  Alex Meijer –  Nobuhisa Iwasa /  Tetuyuki Sato: 15-5 / 15-9
- Bobby Ertanto /  Joko Mardianto –  Lee Kwang-jin /  Phyun Kwang-min: 15-12 / 15-7
- Shuji Matsuno /  Shinji Matsuura –  Lin Chian-chow /  Wang Hsui-lung: 15-2 / 15-10
- Andrei Antropow /  Sergey Sevryukov –  Koji Honda /  Kiyonori Kogai: 15-10 / 15-12
- Darren Hall /  Nick Ponting –  Hiroki Eto /  Masami Osanai: 15-5 / 15-7
- Kazuhiko Hamakita /  Eishi Kibune –  Jessie Alonzo /  Anthony Ave: w.o.
- Jan Paulsen /  Henrik Svarrer –  Koji Miya /  Fumiaki Saga: w.o.
- Jan-Eric Antonsson /  Pär-Gunnar Jönsson –  Chan Chi Choi /  Chan Siu Kwong: w.o.
- Jalani Sidek /  Razif Sidek –  Siripong Siripool /  Pramote Teerawiwatana: 15-6 / 15-7
- Mark Christiansen /  Michael Kjeldsen –  Tetsuaki Inoue /  Hiroshi Nishiyama: 15-9 / 15-8
- Eddy Hartono /  Bagus Setiadi –  Kazuhiko Hamakita /  Eishi Kibune: 15-6 / 15-9
- Lee Sang-bok /  Park Joo-bong –  He Xiangyang /  Huang Zhen: 15-5 / 15-6
- Zhang Qiang /  Jincan Zhou –  Jesper Knudsen /  Alex Meijer: 15-11 / 15-3
- Jan Paulsen /  Henrik Svarrer –  Bobby Ertanto /  Joko Mardianto: 15-6 / 15-11
- Shuji Matsuno /  Shinji Matsuura –  Andrei Antropow /  Sergey Sevryukov: 15-6 / 15-2
- Jan-Eric Antonsson /  Pär-Gunnar Jönsson –  Darren Hall /  Nick Ponting: 15-11 / 15-4
- Jalani Sidek /  Razif Sidek –  Mark Christiansen /  Michael Kjeldsen: 15-10 / 15-7
- Lee Sang-bok /  Park Joo-bong –  Eddy Hartono /  Bagus Setiadi: 15-6 / 15-3
- Jan Paulsen /  Henrik Svarrer –  Zhang Qiang /  Jincan Zhou: 3-15 / 15-8 / 15-10
- Jan-Eric Antonsson /  Pär-Gunnar Jönsson –  Shuji Matsuno /  Shinji Matsuura: 2-15 / 15-11 / 15-10
- Lee Sang-bok /  Park Joo-bong –  Jalani Sidek /  Razif Sidek: 15-2 / 15-6
- Jan-Eric Antonsson /  Pär-Gunnar Jönsson –  Jan Paulsen /  Henrik Svarrer: 2-15 / 15-11 / 15-10
- Lee Sang-bok /  Park Joo-bong –  Jan-Eric Antonsson /  Pär-Gunnar Jönsson: 15-6 / 15-5

### Damendoppel
- Chung Myung-hee /  Chung So-young –  Miwako Nishida /  Fujimi Tamura: 15-3 / 15-4
- Aiko Miyamura /  Hisako Mizui –  Pernille Dupont /  Charlotte Madsen: 15-6 / 17-18 / 15-8
- Gillian Gowers /  Helen Troke –  Kumiko Kitamoto /  Hiromi Tsukioka: 15-11 / 15-8
- –  Chen Hsiao-li /  Kang Chia-yi: 15-5 / 15-8
- Kimiko Jinnai /  Hisako Mori –  Jaroensiri Somhasurthai /  Piyathip Sansaniyakulvilai: 15-10 / 15-12
- Mayumi Okabe /  Mika Uemura –  Chiu Mei Yin /  Michiko Sasaki: 18-14 / 15-3
- Eline Coene /  Erica van den Heuvel –  Tomomi Matsuo /  Chiaki Mouri: 15-10 / 15-3
- Maria Bengtsson /  Christine Magnusson –  Elena Rybkina /  Christine Skropke: 15-6 / 15-11
- Miwa Kai /  Keiko Nakahara –  Hu Ning /  Wu Wenjing: 15-5 / 15-7
- Harumi Kohhara /  Takako Shinki –  Monique Hoogland /  Astrid van der Knaap: 18-15 / 15-11
- Huang Hua /  Tang Jiuhong –  Maki Nagai /  Kimiko Watanabe: 12-15 / 15-6 / 15-4
- Dorte Kjær /  Lotte Olsen –  Tokiko Hirota /  Haruko Yachi: 15-4 / 11-15 / 15-4
- Yoko Koizumi /  Michiyo Tashiro –  Feng Mei-ying /  Sun Tsai-ching: 12-15 / 15-11 / 15-4
- Gillian Clark /  Julie Munday –  Kyoko Sasage /  Hisako Takamine: 15-4 / 18-15
- Amy Chan /  Chan Man Wa –  Fiona Elliott / : w.o.
- Yuko Koike /  Chiaki Nyui –  Erma Sulistianingsih /  Rosiana Tendean: w.o.
- Chung Myung-hee /  Chung So-young –  Aiko Miyamura /  Hisako Mizui: 15-1 / 15-10
- –  Gillian Gowers /  Helen Troke: 15-1 / 15-12
- Kimiko Jinnai /  Hisako Mori –  Mayumi Okabe /  Mika Uemura: 15-7 / 15-1
- Eline Coene /  Erica van den Heuvel –  Amy Chan /  Chan Man Wa: 15-5 / 15-10
- Maria Bengtsson /  Christine Magnusson –  Miwa Kai /  Keiko Nakahara: 15-4 / 15-4
- Huang Hua /  Tang Jiuhong –  Harumi Kohhara /  Takako Shinki: 12-15 / 15-11 / 15-3
- Yuko Koike /  Chiaki Nyui –  Dorte Kjær /  Lotte Olsen: 15-11 / 15-12
- Gillian Clark /  Julie Munday –  Yoko Koizumi /  Michiyo Tashiro: 15-12 / 15-3
- Chung Myung-hee /  Chung So-young - : 15-7 / 15-10
- Eline Coene /  Erica van den Heuvel –  Kimiko Jinnai /  Hisako Mori: 15-3 / 16-17 / 18-13
- Huang Hua /  Tang Jiuhong –  Maria Bengtsson /  Christine Magnusson: 7-15 / 15-2 / 15-8
- Gillian Clark /  Julie Munday –  Yuko Koike /  Chiaki Nyui: 15-10 / 15-5
- Chung Myung-hee /  Chung So-young –  Eline Coene /  Erica van den Heuvel: 17-14 / 15-5
- Gillian Clark /  Julie Munday –  Huang Hua /  Tang Jiuhong: 15-2 / 15-7
- Chung Myung-hee /  Chung So-young –  Gillian Clark /  Julie Munday: 15-4 / 10-15 / 15-3

### Mixed
- Liu En-hung /  Feng Mei-ying –  Vitaliy Shmakov /  Akiko Michiue: 15-6 / 15-4
- Alex Meijer /  Erica van den Heuvel –  Tetsuaki Inoue /  Kyoko Sasage: 15-1 / 15-10
- Gustavo Salazar /  Tomomi Matsuo –  Ng Pak Kum /  Chiu Mei Yin: 15-4 / 15-11
- Chan Siu Kwong /  Chan Man Wa –  Mayumi Hirama /  Masashi Oshima: 15-3 / 8-15 / 15-7
- Park Joo-bong /  Chung Myung-hee –  Liu En-hung /  Feng Mei-ying: 15-7 / 15-4
- Siripong Siripool /  Piyathip Sansaniyakulvilai –  Koji Miya /  Hisako Takamine: 15-7 / 15-9
- Chris Jogis /  Monique Hoogland –  Michiyo Tashiro /  Akio Tomita: 15-9 / 15-3
- Henrik Svarrer /  Dorte Kjær –  Kiyonori Kogai /  Mayumi Kogai: 15-4 / 18-13
- Andy Goode /  Gillian Clark –  Toshiaki Naketani /  Chika Tanifuji: 15-4 / 15-3
- Horng Shin-jeng /  Lee Chien-mei –  Federico Valdez /  Christine Skropke: 15-5 / 15-4
- Mark Christiansen /  Charlotte Madsen –  Kiyomi Aoki /  Hiroshi Sato: 15-5 / 15-10
- Alex Meijer /  Erica van den Heuvel –  Bobby Ertanto /  Susi Susanti: 15-13 / 12-15 / 15-5
- Jan-Eric Antonsson /  Maria Bengtsson –  Gustavo Salazar /  Tomomi Matsuo: 17-14 / 18-14
- Jesper Knudsen /  Lotte Olsen –  Tokiko Hirota /  Naotsugu Tanida: 18-17 / 15-7
- Max Gandrup /  Pernille Dupont –  Masahiro Ito /  Hiromi Tsukioka: 15-1 / 15-7
- Chan Chi Choi /  Amy Chan –  Wang Hsui-lung /  Kang Chia-yi: 15-5 / 15-11
- Jan Paulsen /  Gillian Gowers –  Yasumasa Tsujita /  Haruko Yachi: 15-7 / 15-9
- Lee Sang-bok /  Chung So-young –  Lin Chian-chow /  Sun Tsai-ching: 15-8 / 15-7
- Nick Ponting /  Julie Munday –  Sergey Sevryukov /  Elena Rybkina: 3-15 / 15-8 / 15-7
- Eddy Hartono /  Verawaty Fajrin –  Chan Siu Kwong /  Chan Man Wa: 15-4 / 15-2
- Park Joo-bong /  Chung Myung-hee –  Siripong Siripool /  Piyathip Sansaniyakulvilai: 15-6 / 15-5
- Henrik Svarrer /  Dorte Kjær –  Chris Jogis /  Monique Hoogland: 15-9 / 15-8
- Andy Goode /  Gillian Clark –  Horng Shin-jeng /  Lee Chien-mei: 15-11 / 17-14
- Alex Meijer /  Erica van den Heuvel –  Mark Christiansen /  Charlotte Madsen: 15-11 / 15-10
- Jan-Eric Antonsson /  Maria Bengtsson –  Jesper Knudsen /  Lotte Olsen: 15-6 / 15-8
- Max Gandrup /  Pernille Dupont –  Chan Chi Choi /  Amy Chan: 15-5 / 15-8
- Lee Sang-bok /  Chung So-young –  Jan Paulsen /  Gillian Gowers: 15-8 / 15-7
- Eddy Hartono /  Verawaty Fajrin –  Nick Ponting /  Julie Munday: 15-5 / 15-2
- Park Joo-bong /  Chung Myung-hee –  Henrik Svarrer /  Dorte Kjær: 15-12 / 15-8
- Alex Meijer /  Erica van den Heuvel –  Andy Goode /  Gillian Clark: 17-15 / 15-7
- Jan-Eric Antonsson /  Maria Bengtsson –  Max Gandrup /  Pernille Dupont: 15-12 / 15-11
- Lee Sang-bok /  Chung So-young –  Eddy Hartono /  Verawaty Fajrin: 7-15 / 17-14 / 18-14
- Park Joo-bong /  Chung Myung-hee –  Alex Meijer /  Erica van den Heuvel: 15-6 / 15-3
- Lee Sang-bok /  Chung So-young –  Jan-Eric Antonsson /  Maria Bengtsson: 16-18 / 18-15 / 15-5
- Park Joo-bong /  Chung Myung-hee –  Lee Sang-bok /  Chung So-young: 15-6 / 15-3